# Nikolái Karamzín
Nikolái Mijáilovich Karamzín (en ruso: Никола́й Миха́йлович Карамзи́н; Známenskoye, provincia de Simbirsk, 1 de diciembre de 1766 - San Petersburgo, 3 de junio de 1826) fue un escritor, historiador y traductor ruso del sentimentalismo o prerromanticismo ruso.

## Vida
Nació en el seno de una familia noble, procedente del príncipe tártaro converso Kará-Murzá. Su padre fue un oficial del ejército ruso. Karamzin nació en el pequeño pueblo de Mikhailovka (actual pueblo de Karamzinka del Óblast de Ulyanovsk, Rusia) cerca de Simbirsk en la finca de la familia Znamenskoye. Existe otra versión de que nació en 1765 en el pueblo de Mikhailovka de la Gobernación de Oremburgo (actual pueblo de Preobrazhenka del Óblast de Oremburgo, Rusia) donde sirvió su padre, y en los últimos años los historiadores de Oremburgo han ha estado disputando activamente la versión oficial. Su padre Mikhail Yegorovich Karamzin (1724—1783) era un Kapitan retirado del Ejército Imperial Ruso que pertenecía a la familia de nobleza rusa de medios modestos fundada por Semyon Karamzin en 1606. Durante muchos años, sus miembros habían servido en Nizhny Novgorod como oficiales de alto rango y oficiales antes de que el abuelo de Nikolay, Yegor Karamzin, se mudara a Simbirsk con su esposa Ekaterina Aksakova de la antigua dinastía Aksakov relacionada con Sergey Aksakov. Según Nikolái Karamzin, su apellido deriva de Kara-mirza, un tártaro bautizado y su antepasado más antiguo conocido que llegó a Moscú para servir bajo el dominio ruso. No quedaron registros de él. El primer Karamzin documentado vivió ya en 1534.
Su madre, Ekaterina Petrovna Karamzina (de soltera Pazukhina), también procedía de una familia de nobleza rusa de ingresos moderados fundada en 1620 cuando Iván Demidovich Pazukhin, oficial de larga trayectoria, recibió tierras y un título por su servicio durante la Guerra polaco-rusa. Sus dos hijos fundaron dos ramas familiares: una en Kostroma y otra en Simbirsk, a la que perteneció Ekaterina Karamzina. Su padre Peter Pazukhin también hizo una brillante carrera militar y pasó de Praporshchik a Coronel; llevaba sirviendo en el regimiento de infantería de Simbirsk desde 1733. En cuanto a la leyenda familiar, la dinastía fue fundada por Fiódor Pazukh de Lituania szlachta que partió de Mstislavl en 1496 para servir a las órdenes de Iván III de Rusia. Ekaterina Petrovna nació entre 1730 y 1735 y murió en 1769, cuando Nikolay tenía sólo más de 2 años. En 1770 Mikhail Karamzin se casó por segunda vez con Evdokia Gavrilovna Dmitrieva (1724-1783), que se convirtió en la madrastra de Nikolay. Tuvo tres hermanos - Vasili, Fiódor y Ekaterina - y dos hermanos agnados.
Nikolay Karamzin fue enviado a Moscú para estudiar con el profesor suizo-alemán Johann Matthias Schaden; más tarde se trasladó a San Petersburgo, donde conoció a Ivan Dmitriev, un poeta ruso de cierto mérito, y se dedicó a traducir ensayos de escritores extranjeros a su lengua materna. Tras residir algún tiempo en San Petersburgo, se trasladó a Simbirsk, donde vivió retirado hasta que fue inducido a volver a Moscú. Allí, al encontrarse en medio de la sociedad erudita, volvió a dedicarse a la literatura.
En 1789, decidió viajar y visitó Alemania, Francia, Suiza e Inglaterra. A su regreso publicó sus Cartas de un viajero ruso, que tuvieron un gran éxito. Estas cartas, inspiradas en las del novelista de origen irlandés Laurence Sterne Un viaje sentimental por Francia e Italia', se publicaron por primera vez en el Diario de Moscú, que él mismo dirigía, pero más tarde se recopilaron y publicaron en seis volúmenes (1797-1801).
En el mismo periódico, Karamzin publicó también traducciones del francés y algunos relatos originales, entre ellos Pobre Liza y Natalia, la hija del boyardo (ambos de 1792). Estos relatos introdujeron a los lectores rusos en el sentimentalismo, y Karamzin fue aclamado como "un Sterne ruso".
Cursó estudios primarios con tutores y profesores particulares; en San Petersburgo conoció al poeta Iván Dmítriev y desde los catorce años estudió en el colegio alemán del profesor Schaden, en Moscú. Inició la carrera militar, pero la abandonó apenas transcurrido un año. Participó activamente en la vida social y cultural de Moscú frecuentando las tertulias de Nikolái Novikov, erudito y masón que privaba entre la intelectualidad rusa de fines del XVIII. Viajó en 1789 por Alemania, Francia, Suiza e Inglaterra. Colaboró asiduamente en varias revistas literarias y editó otras como La Revista Moscovita y El Noticiero de Europa. Amigo personal del zar Alejandro I, fue admirado y respetado y colmado de honores y recompensas. Introdujo la sensibilidad prerromántica en las letras rusas con Cartas de un viajero ruso (1791-1792), labradas sobre el modelo de Laurence Sterne y su Viaje sentimental; La pobre Lisa (1792) y Julia (1796). En 1802 y 1803 editó la revista El mensajero de Europa (Véstnik Evropy). Nombrado historiógrafo del zar (1803), trabajó hasta su muerte en una Historia del Estado Ruso (История государства Российского, 1816-1826). Murió de tuberculosis y sus restos reposan en el cementerio del Monasterio de Alejandro Nevski, en San Petersburgo.

## Obra
Empezó su carrera literaria con una serie de traducciones entre las que destacan su versión de Julio César de Shakespeare, Emilia Galotti de Lessing, obras de Albrecht von Haller y tratados de masonería como Acerca de las obras de Dios en el reino natural. Alcanzó la fama con una serie de novelas que se aleja de los patrones acostumbrados del género; en La pobre Liza, 1792, la trama aparentemente sentimental y amorosa encubre una cierta problemática social: es la historia de una joven campesina que, seducida y abandonada por un joven aristócrata, se suicida. La vida rural idealizada y el sincero aunque tardío arrepentimiento del joven ponen las cosas en su sitio y suavizan la conflictividad del argumento; se considera su obra maestra en este género. Otras novelas suyas son Frol Silin, el hombre virtuoso, de ambiente rural también idealizado, y la novela histórica Natalia, hija de boyardo, que cuenta una historia amorosa en la Rusia del siglo XVII. La más interesante es quizá Marfa la Comendadora, de 1803, que trata sobre la caída de la ciudad-república de Nóvgorod, último bastión de las libertades cívicas, bajo el poder totalitario de Iván el Terrible. La novela Un caballero de nuestros tiempos representa un intento de crear la novela psicológica y posee ciertos visos autobiográficos. Las novelas La isla de Bornholm y Sierra Morena marcan un cambio de estilo decidido hacia el Romanticismo a causa del exotismo de los ambientes y los países lejanos, los lúgubres castillos, los personajes misteriosos y las pasiones volcánicas, entre otros elementos típicos de esta estética. Con Sierra Morena, además, introduce el tema de España en el Romanticismo ruso.
Sus criterios estéticos y literarios quedaron reflejados en numerosos ensayos y tratados escritos a lo largo de su vida. En uno de ellos titulado ¿Qué precisa el autor?, se manifiesta abiertamente contra las reglas formales y estéticas del Neoclasicismo y contrapone a la sublime necesidad y frío raciocinio de éste la expresividad, la emotividad y el lirismo del autor.
Como poeta, Karamzín está representado por un corto número de piezas y algunas baladas: Raísa, El conde Guerinos y un poema épico inacabado, Iliá de Múrom. Sin embargo, representan un claro avance en cuanto a que se separan de los géneros literarios propios del Neoclasicismo, como fueron la oda y la sátira.
Pero su faceta más importante es como historiador. Desde 1803 se consagró a la investigación histórica con método riguroso y el zar Alejandro I lo nombró historiógrafo oficial, le concedió una pensión de 2.000 rublos al año y le permitió el acceso directo a todos los archivos. En 1818 presentó al zar los primeros 8 tomos de su monumental Historia del Estado Ruso, concebida según el modelo que ofrecía la obra del historiador británico Edward Gibbon.
Esto le valió un reconocimiento enorme, títulos, honores, el nombramiento de caballero de primera clase de la Orden de Santa Ana y 60 000 rublos. Cuatro años más tarde publicó otros cuatro tomos, concluyendo de esa manera su obra capital.

## Conmemoración
Varios lugares de Rusia llevan el nombre del escritor:
- El pueblo de Karamzina (actualmente forma parte de Uliánovsk);
- Proyezd Karamzina (una carretera en Moscú);
- Calle Nikolay Karamzin (una calle en Kaliningrado, Krasnoyarsk, Mayna, Óblast de Uliánovsk);
- Se construyó un monumento en honor de Nikolay Karamzin en Uliánovsk;
- Se construyó otro monumento en honor de Nikolay Karamzin en la Museo-Estado de Ostafyevo, cerca de la carretera de circunvalación de Moscú.
- En Veliky Novgorod el monumento Milenario de Rusia, que muestra 129 estatuas de las personas más destacadas de la historia rusa (para 1862), incluye una estatua de Nikolay Karamzin;
- La Biblioteca Pública Karamzin de Simbirsk, creada en honor del famoso compatriota, se abrió a los lectores el 18 de abril de 1848;
- En 2016 el Dvorets knigi (Ruso Дворец книги, una traducción cercana - Palacio del Libro) - la Biblioteca Científica Regional Estatal de Ulyanovsk con el apoyo del Ministerio de Arte y Política Cultural de la Región de Ulyanovsk, la rama de Ulyanovsk de la Unión de Escritores Rusos y la revista literaria "Simbirsk" (ruso Симбирскъ) organizaron un concurso literario abierto "Tebe, nash dobriy, chistiy geniy..."[11] (ruso "Тебе, наш добрый, чистый гений...', una traducción cercana - A ti, genio nuestro, puro..), dedicado al 250 aniversario del nacimiento de Nikolay Mijailovich Karamzin. Para este concurso solo se aceptaron poemas sobre Karamzin y poemas basados en sus obras.

En 2016, con motivo del 250 aniversario del nacimiento del escritor, el Banco Central de Rusia emitió una moneda de plata de 2 rublos de la serie "Personajes destacados de Rusia": N.M. Karamzin, escritor.
Se emitieron dos sellos conmemorativos con la efigie de N. M. Karamzin: en 1991 en la URSS como parte de la serie de sellos Historiadores rusos, con un valor facial de 10 kopeks rusos, y en 2016 como parte de la serie de sellos de historiadores rusos destacados, valor nominal de 25 rublos rusos.

## Obras selectas

### Prosa

#### Ficción
- Evgenyi i Yuliya (en ruso: Евгений и Юлия), English translation: Evgeniy and Julia (1789)
- Bednaya Liza (en ruso: Бедная Лиза), English translation: Poor Liza (1792)
- Natalya, boyarskaya doch (en ruso: Наталья, боярская дочь), English translation: Natalya the Boyar's Daughter (1792)
- Prekrasnaia tsarevna i schastlivyi karla (en ruso: Прекрасная царевна и счастливый карла), English translation: The Beautiful Princess and the Happy Dwarf (1792)
- Ostrov Borngolm (en ruso: Остров Борнгольм), English translation: Island of Bornholm (1793)
- Afinskaya zhizn (en ruso: Афинская жизнь), English translation: Athenian Life (1794)
- Melodor k Filaletu (en ruso: Мелодор к Филалету), English translation: Melodor to Filalet (1794; paired with a sequel, Filalet to Melodor)
- Yuliya (en ruso: Юлия), English translation: Julia (1796)
- Marfa-posadnitsa (en ruso: Марфа-посадница), English translation: Martha the Mayoress (1802)
- Moya ispoved (en ruso: Моя исповедь), English translation: My Confession (1802)
- Chuvstvitelnyi i kholodnyi (en ruso: Чувствительный и холодный), English translation: The Sensitive and the Cold (1803)
- Rytsar nashego vremeni (en ruso: Рыцарь нашего времени), English translation: A Knight of Our Times (1803)

#### No-ficción
- Pisma russkogo puteshestvennika (en ruso: Письма русского путешественника), English translation: Letters of a Russian Traveler (1791–92)
- Zapiska o drevney i novoy Rossii (en ruso: Записка о древней и новой России), English translation: Memoir on Ancient and Modern Russia (1811)
- Istoriya gosudarstva Rossiyskogo (en ruso: История государства Российского), English translation: History of the Russian State (1816–26)

### Poesia
- Poetry (en ruso: Поэзия), 1787
- Darovaniya (en ruso: Дарования), English translation: Gifts (1796)
- Solovey (en ruso: Соловей), English translation: Nightingale (1796)
- Protey, ili Nesoglasiya stikhotvortsa (en ruso: Протей, или Несогласия стихотворца), English translation: Proteus, or Inconsistencies of a Poet (1798)
- Ego imperatorskomu velichestvu Alexandru I, samoderzhtsu vserossiyskomu, na vosshestvie ego na prestol (en ruso: Его императорскому величеству Александру I, самодержцу всероссийскому, на восшествие его на престол, English translation: To His Imperial Highness Alexander I, All-Russian Autocrat, on the Occasion of His Rise to the Throne (1801)
- Gimn gluptsam (en ruso: Гимн глупцам), English translation: Hymn to the Fools (1802)
- K Emilii (en ruso: К Эмилии), English translation: To Emilie (1802)
- K dobrodeteli (en ruso: К добродетели), English translation: To Virtue (1802)
- Osvobozhdenie Evropy i slava Alexandra I (en ruso: Освобождение Европы и слава Александра I), English translation: The Freeing of Europe and the Glory of Alexander I (1814)

## Adaptaciones cinematográficas
- Películas basadas en sus obras